# منطقه تاریخی بلوار بزرگ شرقی
منطقه تاریخی بلوار بزرگ شرقی (به انگلیسی: East Grand Boulevard Historic District) یک منطقهٔ مسکونی در ایالات متحده آمریکا است که در دیترویت واقع شده‌است.